# Орлине (Сумський район)
Орли́не — колишнє село в Україні, у Сумському районі Сумської області. Підпорядковувалось Сульській сільській раді.

## Географічне розташування
Орлине знаходилося на одному з витоків річки Сули, вище по течії за 0,5 км розташоване село Сула. Поруч проходить автомобільна дорога Н07.
1987 року приєднане до села Печище.